# Austrocylindropuntia lauliacoana
Austrocylindropuntia lauliacoana es una especie de planta suculenta perteneciente al género Austrocylindropuntia, dentro de la familia Cactaceae. Es endémica de Perú.

## Descripción
Austrocylindropuntia lauliacoana es una especie de cactus que crece en grandes grupos. Presenta tallos cortos y cilíndricos, alcanzando alturas de unos 20 cm. 
Las flores son de color amarillo a naranja y aparecen en la parte superior del tallo.

## Distribución y hábitat
El área de distribución nativa de esta especie es el centro de Perú y crece principalmente en el bioma tropical montañoso.

## Taxonomía
Austrocylindropuntia lauliacoana fue descrita por el botánico alemán Friedrich Ritter y publicada por primera vez en Kakteen Südamerika 4: 1247 en 1981.
Etimología
- Austrocylindropuntia: nombre genérico que deriva de la palabra latina auster (que significa 'sur') y el género Cylindropuntia, con el que algunas especies del género tienen similitudes. Así, el nombre de Cylindropuntia deriva de la palabra griega kýlindros (que significa 'cilindro') y el género Opuntia, (con el que el género tiene similitudes), haciendo referencia a la forma cilíndrica de los tallos de las plantas.[2]
- lauliacoana: epíteto geográfico que hace referencia a Lauliaco, una localidad en Perú. Además, el sufijo -ana indica origen o pertenencia, por lo que se puede interpretar como 'proveniente de Lauliaco', en alusión al lugar donde se descubrió la especie.[3]

## Usos
Se cultiva principalmente como planta ornamental.

## Galería

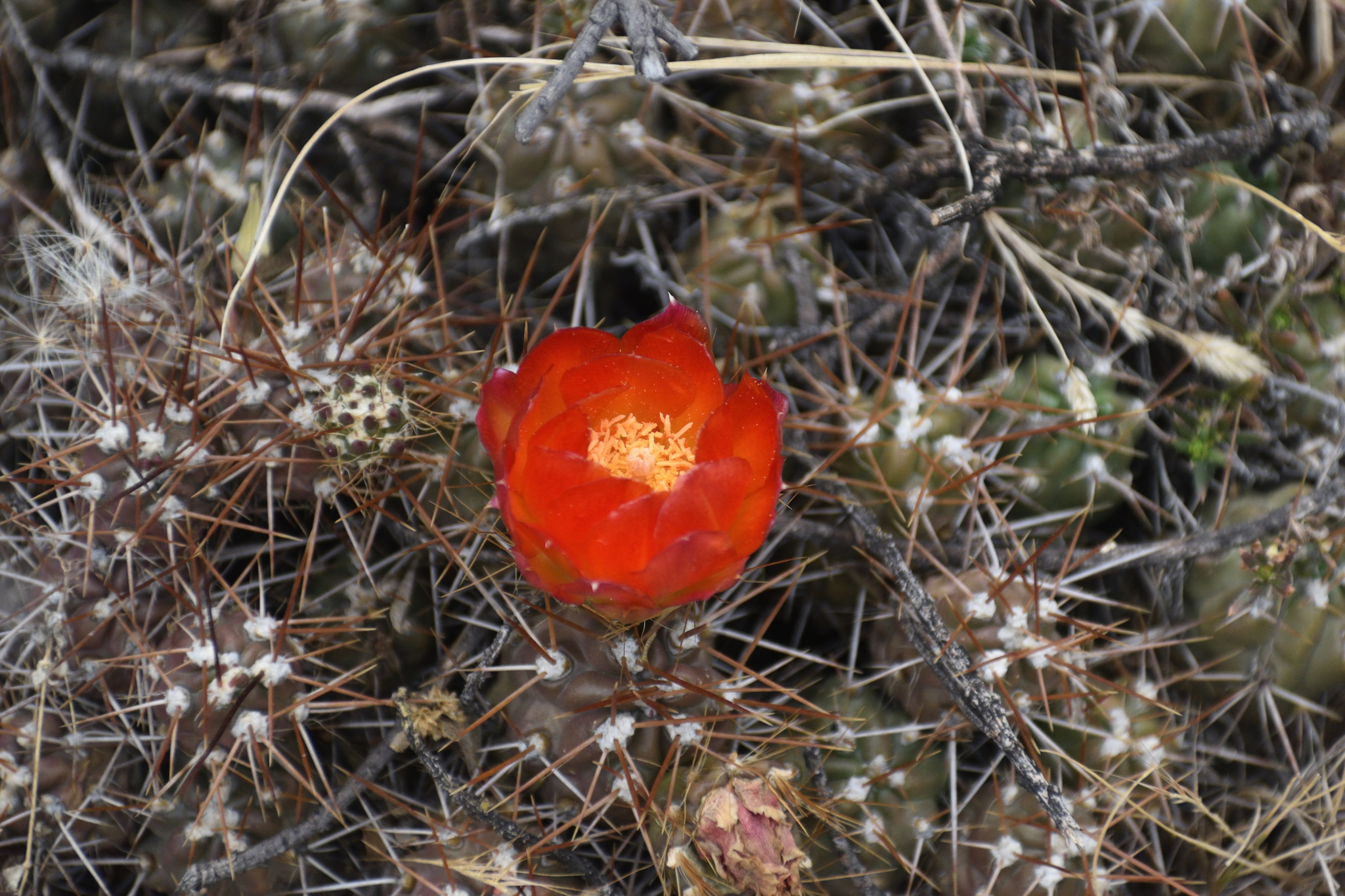
Detalle de la flor
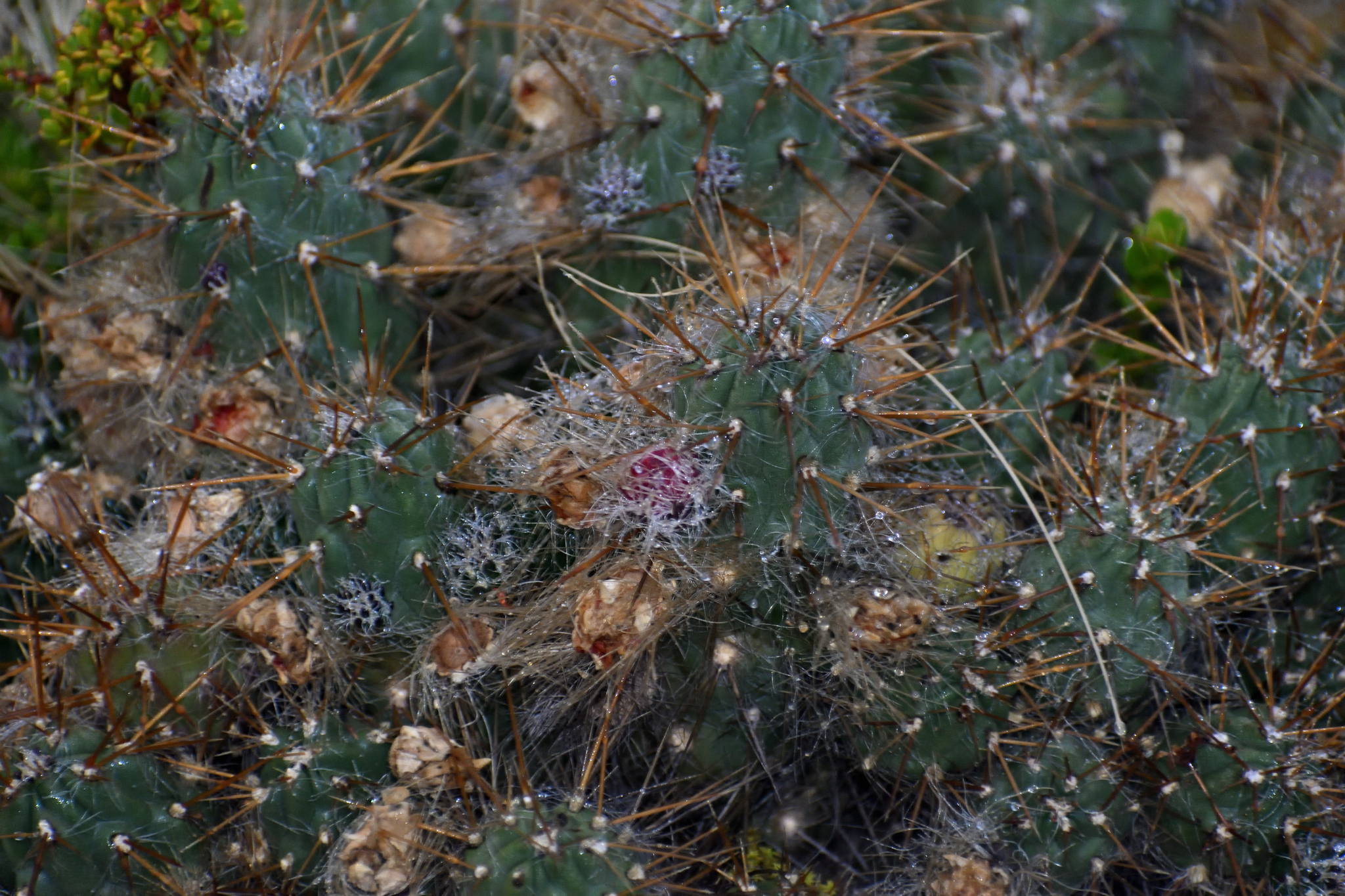
Detalle del fruto
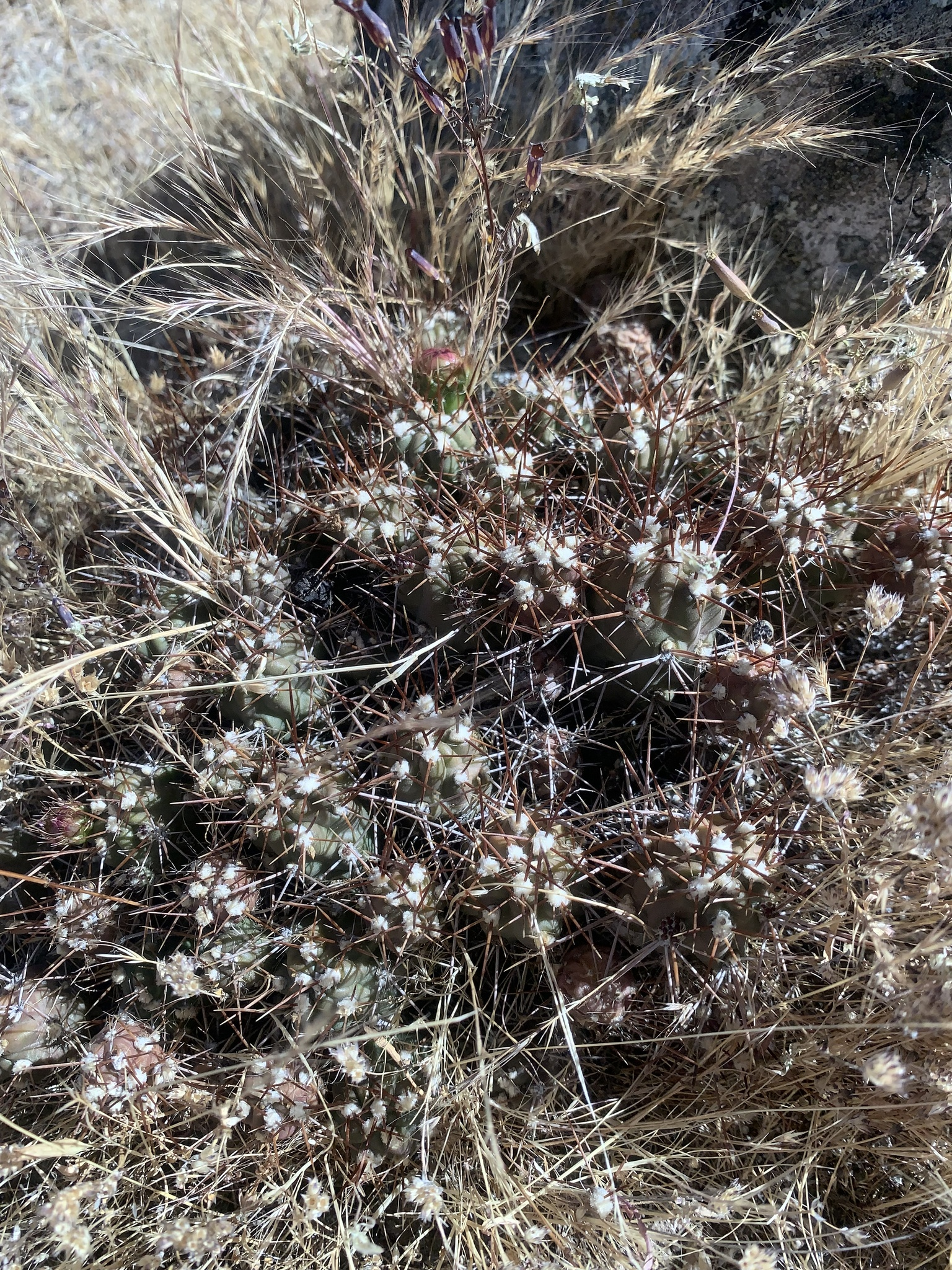
Planta en su hábitat
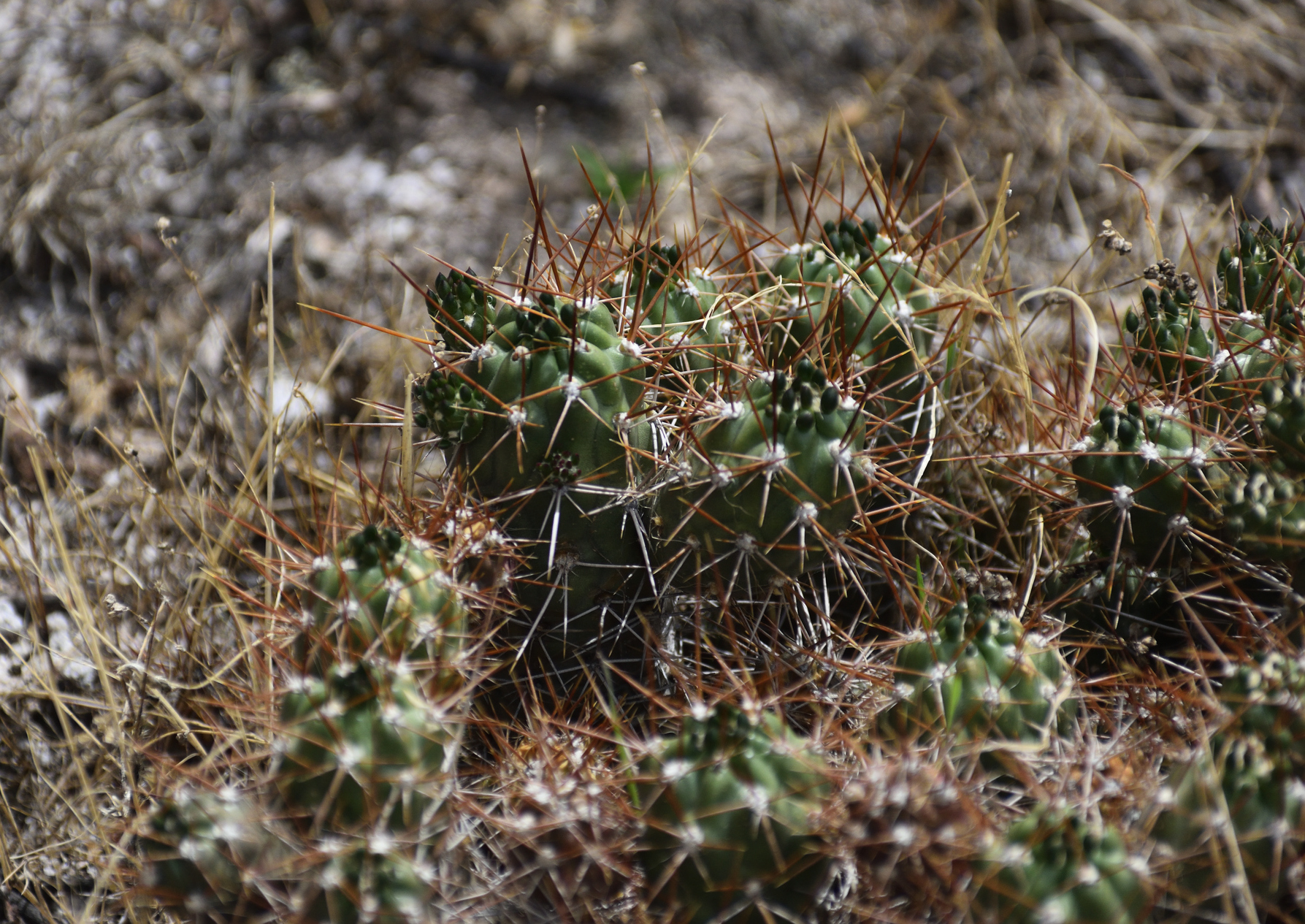
Detalle de los tallos
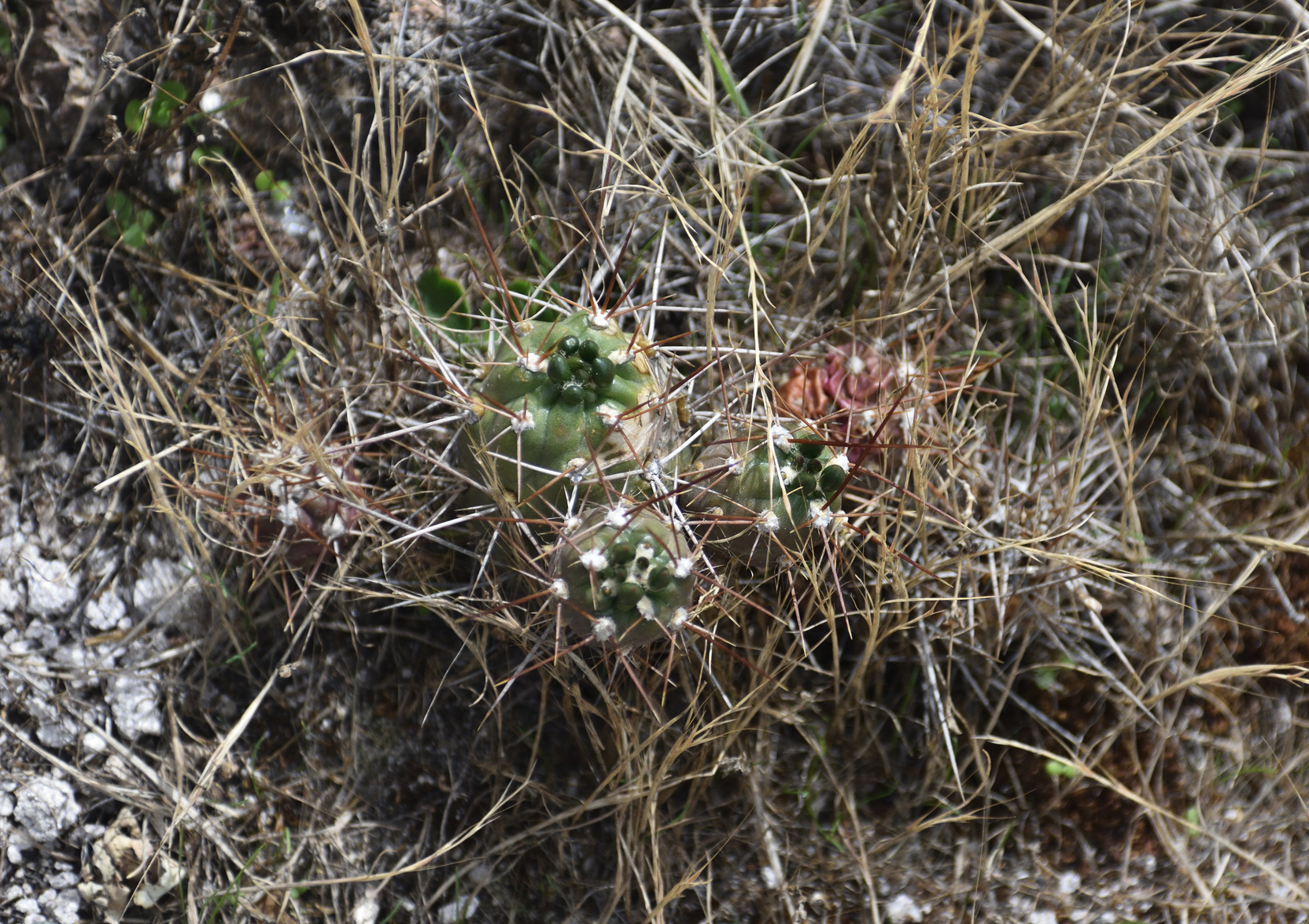
Porte de la planta